# Goibniu
Goibniu és un déu irlandès de la mitologia celta, que equival al Vulcà romà. És la divinitat artesana del ferro, i fabrica les armes màgiques per als déus, pels herois i pels druides, i només amb tres cops fabrica una espasa o una javelina i protegeix els seus seguidors de la malaltia. A la Gàl·lia se'l coneix com a Gofannon.
A la segona batalla de Cath Maige Tuired, Ruadan, fill de la deessa Brigit i del rei Bres, el fereix amb la seva llança, però Goibniu es banya a la Font de la Salut i li desapareix la ferida. Té dos germans, Luchta i Creidhne.